# Línea 450 (Interurbanos Madrid)
La línea 450 de la red de autobuses interurbanos de Madrid une entre sí las localidades de Getafe, Leganés y Alcorcón a través de la M-406.

## Características
Esta línea une el barrio de las Margaritas de Getafe con Leganés y Alcorcón.
La línea no mantiene los mismos horarios todo el año, desde el 1 al 31 de agosto se reducen el número de expediciones, además de los días excepcionales vísperas de festivo y festivos de Navidad en los que los horarios también cambian y se reducen.
Está operada por la empresa Avanza Movilidad Integral mediante la concesión administrativa VCM-402 - Madrid – Getafe – Alcorcón (Viajeros Comunidad de Madrid) del Consorcio Regional de Transportes de Madrid.

## Horarios
| Lunes a viernes laborables (1 de septiembre - 31 de julio) |
| De 6:00 a 20:31 cada 17-18 minutos                         |
| A 20:50 - 21:15 - 21:40 - 22:05 - 22:35 - 23:10            |
| Lunes a viernes laborables (agosto)                        |
| A 6:00 - 6:25                                              |
| De 6:50 a 21:30 cada 20 minutos                            |
| De 21:30 a 23:00 cada 30 minutos                           |
| Sábados laborables (1 de septiembre - 31 de julio)         |
| De 6:00 a 22:15 cada 25 minutos                            |
| A 22:30                                                    |
| Sábados laborables (agosto)                                |
| De 6:00 a 22:30 cada 25-33 minutos                         |
| Domingos y festivos (1 de septiembre - 31 de julio)        |
| De 7:00 a 22:30 cada 30 minutos                            |
| Domingos y festivos (agosto)                               |
| De 7:00 a 13:00 cada 40 minutos                            |
| De 13:00 a 22:30 cada 30 minutos                           |

| Lunes a viernes laborables (1 de septiembre - 31 de julio) |
| De 6:00 a 22:01 cada 17-18 minutos                         |
| A 22:20 - 22:45 - 23:10                                    |
| Lunes a viernes laborables (agosto)                        |
| A 6:00 - 6:25                                              |
| De 6:50 a 21:30 cada 20 minutos                            |
| De 21:30 a 23:00 cada 30 minutos                           |
| Sábados laborables (1 de septiembre - 31 de julio)         |
| De 6:00 a 22:30 cada 25-30 minutos                         |
| Sábados laborables (agosto)                                |
| De 6:00 a 22:30 cada 25-33 minutos                         |
| Domingos y festivos (1 de septiembre - 31 de julio)        |
| De 7:00 a 22:30 cada 30 minutos                            |
| Domingos y festivos (agosto)                               |
| A 7:00 - 7:40 - 8:10                                       |
| De 8:40 a 14:00 cada 40 minutos                            |
| De 14:00 a 22:30 cada 30 minutos                           |

## Recorrido y paradas

### Sentido Alcorcón
| Código | Parada                                    | Común con                           | Conexiones con Metro y Cercanías | Municipio |
| ------ | ----------------------------------------- | ----------------------------------- | -------------------------------- | --------- |
| 15368  | Sánchez Morate - Pza. Jesús Jiménez Díaz  |                                     |                                  | Getafe    |
| 08295  | Velarde - Universidad                     | 443                                 |                                  | Getafe    |
| 08291  | Madrid - Pizarro                          | 441 448                             |                                  | Getafe    |
| 08290  | San José Calasanz - Serranillos           | 441 448 455 462 1 3 6               |                                  | Getafe    |
| 08284  | General Pingarrón - Colegio               | 441 447 448 455 462 1 3 4 6 Pi1 Pi2 | Getafe Central                   | Getafe    |
| 08242  | Plaza Alcalde Juan Vergara - Leganés      | 428 447 448 455 462 468 2 3 4 6     |                                  | Getafe    |
| 08225  | Ctra. M406 - Hospital de Getafe           | 468 3 6                             |                                  | Getafe    |
| 08183  | Severo Ochoa - Eduardo Torroja            | 468                                 |                                  | Leganés   |
| 07936  | Av. Museo - Centro de mayores             | 468 481 483 1                       |                                  | Leganés   |
| 07896  | Av. Museo - Pza. Joan Manuel Serrat       | 468 481 483 1                       |                                  | Leganés   |
| 12744  | Av. Gibraltar - Casa del Reloj            | 483 1                               | Casa del Reloj                   | Leganés   |
| 07899  | Av. Doctor Martín Vegue - San Mateo       | 480 484                             |                                  | Leganés   |
| 07905  | Av. Universidad - Universidad             | 432 480 482 485                     |                                  | Leganés   |
| 10575  | Río Duero - Colegio                       | 482 486 488                         |                                  | Leganés   |
| 07912  | Río Duero - Río Manzanares                | 482 486 488                         |                                  | Leganés   |
| 07884  | Av. Dr. Mendiguchia Carriche - Río Segre  | 482 488                             |                                  | Leganés   |
| 18338  | Av. Alcorcón - Danubio                    |                                     | San Nicasio                      | Leganés   |
| 18339  | Av. Alcorcón - Ronda Oeste                |                                     |                                  | Leganés   |
| 20150  | Ctra. Alcorcón - Finca Santa Fe           |                                     |                                  | Leganés   |
| 08519  | Av. Leganés - Pol. Ind. San José Valderas |                                     |                                  | Alcorcón  |
| 08516  | Av. Leganés - Av. del Pinar               |                                     |                                  | Alcorcón  |
| 08512  | Av. Leganés - Parque de Monfragüe         | 511 1                               | Puerta del Sur                   | Alcorcón  |
| 08508  | Av. Leganés - Est. Parque Lisboa          | 560                                 | Parque Lisboa                    | Alcorcón  |
| 08506  | Av. Leganés - Av. Lisboa                  | 560                                 |                                  | Alcorcón  |
| 09367  | P.º Castilla - San Isidro                 | 512                                 | Alcorcón Central                 | Alcorcón  |
| 08477  | Cáceres - Torrijos                        | 512                                 |                                  | Alcorcón  |
| 08480  | Cáceres - Pza. San Pedro Bautista         | 512 1                               |                                  | Alcorcón  |
| 08523  | Av. Oeste - Av. Juan Ramón Jiménez        | 510                                 |                                  | Alcorcón  |
| 12410  | Av. Oeste - Colegio                       | 510 516 2                           |                                  | Alcorcón  |
| 08485  | Olímpico Fco. Fdez. Ochoa - Av. Oeste     | 512 2                               |                                  | Alcorcón  |

### Sentido Getafe
| Código | Parada                                     | Común con               | Conexiones con Metro y Cercanías | Municipio |
| ------ | ------------------------------------------ | ----------------------- | -------------------------------- | --------- |
| 08485  | Olímpico Fco. Fdez. Ochoa - Av. Oeste      | 512 2                   |                                  | Alcorcón  |
| 08492  | Escolares - Centro de salud                | 512                     |                                  | Alcorcón  |
| 08494  | Polvoranca - Av. Alcalde José Aranda       | 510 513 520             |                                  | Alcorcón  |
| 08496  | Polvoranca - Pocillo                       | 510 513 520             |                                  | Alcorcón  |
| 08499  | Polvoranca - Jabonería                     | 510 513 520             |                                  | Alcorcón  |
| 08505  | Av. Leganés - Av. Cantarranas              | 560                     |                                  | Alcorcón  |
| 08507  | Av. Leganés - Est. Parque Lisboa           | 560                     | Parque Lisboa                    | Alcorcón  |
| 08511  | Av. Leganés - Río Segre                    | 511 1                   | Puerta del Sur                   | Alcorcón  |
| 08517  | Av. Leganés - Av. Industrias               |                         |                                  | Alcorcón  |
| 08518  | Av. Leganés - Pol. Ind. Urtinsa            |                         |                                  | Alcorcón  |
| 08198  | Ctra. Alcorcón - Finca Santa Fe            |                         |                                  | Leganés   |
| 18340  | Av. Alcorcón - Ronda Oeste                 |                         |                                  | Leganés   |
| 18310  | Av. Alcorcón - Cantabria                   | 482                     | San Nicasio                      | Leganés   |
| 07883  | Av. Dr. Mendiguchia Carriche - Río Segre   | 482 488                 |                                  | Leganés   |
| 15606  | Av. Mar Mediterráneo - Río Urbión          |                         |                                  | Leganés   |
| 12701  | Río Manzanares - Río Duero                 |                         |                                  | Leganés   |
| 07909  | Río Duero - Pza. Río Heredia               | 482 486 488             |                                  | Leganés   |
| 07904  | Av. Universidad - Policía Nacional         | 432 480 482 485         |                                  | Leganés   |
| 07898  | Av. Doctor Martín Vegue - Av. de la Mancha | 432 480 484             |                                  | Leganés   |
| 12745  | Av. Gibraltar - Casa del Reloj             | 483 1                   | Casa del Reloj                   | Leganés   |
| 07895  | Av. Museo - Pza. Joan Manuel Serrat        | 468 481 483 1           |                                  | Leganés   |
| 07937  | Lugo - Centro de mayores                   | 468 481 483 1           |                                  | Leganés   |
| 08226  | Ctra. M406 - Hospital de Getafe            | 468 3 6                 |                                  | Getafe    |
| 09544  | Glorieta A42 - Hospital de Getafe          | 428 444 447 448 455 3 4 |                                  | Getafe    |
| 08241  | Leganés - Batres                           | 428 447 448 468 2 3 4 6 | Getafe Central                   | Getafe    |
| 08283  | Pza. Cuestas - UNED                        | 447 448 3 4             |                                  | Getafe    |
| 08348  | Magdalena - Arboleda                       | 441 448                 |                                  | Getafe    |
| 06348  | Magdalena - Pza. Canto Redondo             | 441 448                 |                                  | Getafe    |
| 09941  | Av. Juan de la Cierva - Pza. España        | 441 448 6               |                                  | Getafe    |
| 15391  | Daoiz - Madrid                             |                         |                                  | Getafe    |
| 15368  | Sánchez Morate - Pza. Jesús Jiménez Díaz   |                         |                                  | Getafe    |